# Лимнологија
Лимнологија (грчки λίμνη; језеро + -логија), грана хидрологије која се бави истраживањем језера, физичким и хемијским својствима језерске воде и биологијом језера. Франсоа Алфонс Форел (1841—1912) је основао поље лимнологије властитим проучавањем Женевског језера. Лимнологија је традиционално блиско сродна хидробиологији која се бави примјеном принципа и метода физике, хемије, геологије и географије на еколошке проблеме. Проучавање лимнологије обухвата аспекте биолошких, хемијских, физичких и геолошких карактеристика свежих и сланих, природних и вештачких водних тела. Ово укључује проучавање језера, резервоара, бара, река, извора, потока, мочвара и подземних вода. Системи за воду се често категоришу као текући (лотични) или стајаћи (лентички).
Лимнологија обухвата проучавање слива, кретања воде кроз слив и биогеохемијских промена које се дешавају на путу. Новија поддисциплина лимнологије, названа пејзажна лимнологија, проучава, управља и настоји да очува ове екосистеме користећи перспективу пејзажа, експлицитним испитивањем веза између воденог екосистема и његовог слива. Недавно је потреба да се разумеју глобалне унутрашње воде као део Земљиног система створила поддисциплину под називом глобална лимнологија. Овај приступ разматра процесе у унутрашњим водама на глобалном нивоу, као што је улога унутрашњих водених екосистема у глобалним биогеохемијским циклусима.

## Историја
Термин лимнологија је сковао Франсоа-Алфонс Форел (1841–1912) који је успоставио ову област својим проучавањем Женевског језера. Интересовање за ову дисциплину се брзо проширило и 1922. године Август Тинеман (немачки зоолог) и Ајнар Науман (шведски ботаничар) су основали Међународно друштво за лимнологију (SIL, од Societas Internationalis Limnologiae). Форелова оригинална дефиниција лимнологије, „океанографија језера“, проширена је да обухвати проучавање свих унутрашњих вода и утицала је на рад Бенедикта Дибовског о Бајкалском језеру.
Истакнути рани амерички лимнолози су били Г. Евелин Хачинсон и Ед Дивеј. На Универзитету Висконсин-Медисон, Едвард А. Бирг, Чанси Јудај, Чарлс Р. Голдман и Артур Д. Хаслер допринели су развоју Центра за лимнологију.

## Општа лимнологија

### Физичка својства
Физичка својства водених екосистема одређена су комбинацијом топлоте, струјања, таласа и других сезонских дистрибуција услова животне средине. Морфометрија водног тела зависи од врсте обележја (као што је језеро, река, поток, мочвара, естуар итд) и структуре земље која окружује водно тело. Језера се, на пример, класификују по формирању, а зоне језера су дефинисане дубином воде. Морфометрија речног и поточног система је вођена основном геологијом подручја, као и општом брзином воде. На морфометрију тока такође утиче топографија (посебно нагиб), као и обрасци падавина и други фактори као што су вегетација и развој земљишта. Повезаност потока и језера се односи на густину дренаже пејзажа, површину језера и Shoreline development indexоблик језера.
Други типови водених система који спадају у проучавање лимнологије су естуари. Естуари су водена тела класификована по интеракцији реке и океана или мора. Мочваре се разликују по величини, облику и узорку, и често варирају између плитких, слатких вода и исушених области у зависности од доба године.

#### Светлосне интеракције
Светлосна зона је концепт како количина продирања сунчеве светлости у воду утиче на структуру воденог тела. Ове зоне дефинишу различите нивое продуктивности унутар водених екосистема као што је језеро. На пример, дубина воденог стуба у коју сунчева светлост може да продре и где већина биљног света може да расте позната је као фотичка или еуфотичка зона. Остатак воденог стуба који је дубљи и не прима довољне количине сунчеве светлости за раст биљака познат је као афотична зона.

#### Термичка стратификација
Слично светлосној зоналности, термална стратификација или термална зона је начин груписања делова водног тела унутар акватичног система на основу температуре различитих слојева језера. Што је вода мање замућена, то више светлости може да продре, а самим тим и топлота се преноси дубље у воду. Загревање опада експоненцијално са дубином у воденом стубу, тако да ће вода бити најтоплија близу површине, али прогресивно хладнија како се креће наниже. Постоје три главна дела која дефинишу термичку стратификацију у језеру. Епилимнион је најближи површини воде и апсорбује дуго- и краткоталасно зрачење да би се загрејала површину воде. Током хладнијих месеци, смицање ветра може допринети хлађењу површине воде. Термоклина је област унутар воденог стуба где се температура воде брзо смањује. Доњи слој је хиполимнион, који има тенденцију да садржи најхладнију воду јер његова дубина спречава сунчевој светлости да допре до њега. У умереним језерима, јесенско хлађење површинске воде доводи до обртања воденог стуба, где је термоклина поремећена, а профил температуре језера постаје уједначенији. У хладним климама, када се вода охлади испод 4 °C  (температура максималне густине), многа језера могу доживети инверзну термичку стратификацију зими. Ова језера су често димиктична, са кратким пролећним мешањем поред дужег јесенског превртања. Релативни топлотни отпор је енергија потребна за мешање ових слојева различитих температура.

### Хемијска својства
На хемијски састав воде у воденим екосистемима утичу природне карактеристике и процеси, укључујући падавине, тло и темељне стене у сливу, ерозија, испаравање и седиментација. Сва водна тела имају одређени састав и органских и неорганских елемената и једињења. Биолошке реакције утичу и на хемијска својства воде. Поред природних процеса, људске активности снажно утичу на хемијски састав водених система и њихов квалитет воде.

#### Кисеоник и угљен-диоксид
О раствореном кисеонику и раствореном угљен-диоксиду се често расправља заједно због њихове повезане улоге у дисању и фотосинтези. Концентрације раствореног кисеоника могу се променити физичким, хемијским и биолошким процесима и реакцијама. Физички процеси укључујући мешање ветра могу повећати концентрацију раствореног кисеоника, посебно у површинским водама водених екосистема. Пошто је растворљивост раствореног кисеоника повезана са температуром воде, промене температуре утичу на концентрацију раствореног кисеоника јер топлија вода има мањи капацитет да „држи“ кисеоник од хладније воде. Биолошки, и фотосинтеза и аеробно дисање утичу на концентрацију раствореног кисеоника. Фотосинтеза од стране аутотрофних организама, као што су фитопланктон и водене алге, повећава концентрацију раствореног кисеоника док истовремено смањује концентрацију угљен-диоксида, пошто се угљен-диоксид преузима током фотосинтезе. Сви аеробни организми у воденој средини узимају растворени кисеоник током аеробног дисања, док се угљен-диоксид ослобађа као нуспродукт ове реакције. Пошто је фотосинтеза ограничена светлошћу, фотосинтеза и дисање се дешавају током дана, док се само дисање дешава током мрачних сати или у тамним деловима екосистема. Равнотежа између производње и потрошње раствореног кисеоника израчунава се као брзина метаболизма у води.

## Познати лимнолози
- Синиша Станковић

## Организације
- Америчко лимнолошко и океанографско друштво
- Аустралијско друштво за лимнологију
- Европско лимнолошко и океанографско друштво
- Њемачко лимнолошко друштво (www.dgl-ev.de)
- Италијанско удружење за океанологију и лимнологију (AIOL; www.aiol.info - R.Bertoni)
- Јапанско лимнолошко друштво
- Међународно удружење за лимнологију